# Модла (Глоговський повіт)
Модла (пол. Modła, нім. Modlau) — село в Польщі, у гміні Єжманова Глоговського повіту Нижньосілезького воєводства.
Населення — 192 особи (2011).
У 1975-1998 роках село належало до Легницького воєводства.

## Демографія
Демографічна структура станом на 31 березня 2011 року:
|          | Загалом | Допрацездатний вік | Працездатний вік | Постпрацездатний вік |
| -------- | ------- | ------------------ | ---------------- | -------------------- |
| Чоловіки | 93      | 19                 | 72               | 2                    |
| Жінки    | 99      | 24                 | 63               | 12                   |
| Разом    | 192     | 43                 | 135              | 14                   |